# Füleki járás
A  Füleki járás  járás a 11. századtól 1913-ig létezett Nógrád vármegye területén. Ekkor hozták létre a Kékkői járást, így a vármegye településeit újrarendezték,  és a járás nevét fülekiről Salgótarjáni járásra változtatták.

## Története
A 11. századtól 1886-ig Fülek volt a járási székhely, de 1886-tól már Salgótarján töltötte be ezt a tisztséget, sőt, Fülek városa átkerült a Losonci járásba.

## Beosztása
A járás települései 1910-ben a következők voltak:
| Település      | Rang (1910) | Közös hivatal  | Kistérség (1910) | Népesség (1910) | Terület (km²) |
| -------------- | ----------- | -------------- | ---------------- | --------------- | ------------- |
| Salgótarján    | Város       |                | Salgótarjáni     | 23 542          | 97,97         |
| Fülek          | Város       |                | Füleki           | 9 652           | 16,46         |
| Bárna          | község      | Mátraszele     | Salgótarjáni     | 1 081           | 15,39         |
| Bolgárom       | község      | Korláti        | Füleki           | 327             | 9,57          |
| Cered          | község      | Cered          | Salgótarjáni     | 1 122           | 38,58         |
| Csákányháza    | község      | Ragyolc        | Abroncsosi       | 786             | 12,43         |
| Egyházasgerge  | község      | Mihálygerge    | Salgótarjáni     | 741             | 15,37         |
| Etes           | község      | Etes           | Salgótarjáni     | 1 429           | 15,8          |
| Fülekkovácsi   | község      | Fülekkovácsi   | Füleki           | 541             | 11,42         |
| Fülekpüspöki   | község      | Fülekpüspöki   | Füleki           | 718             | 7,88          |
| Füleksávoly    | község      | Füleksávoly    | Füleki           | 450             | 10,86         |
| Ipolygalsa     | község      | ipolygalsa     | Losonci          | 536             | 10,34         |
| Ipolynyitra    | község      | Ipolygalsa     | Losonci          | 453             | 8,12          |
| Ipolytarnóc    | község      | Mihálygerge    | Salgótarjáni     | 452             | 13,66         |
| Karancsalja    | község      | Karancsalja    | Salgótarjáni     | 1 557           | 12,54         |
| Karancsberény  | község      | Karancslapujtő | Salgótarjáni     | 884             | 23,14         |
| Karancskeszi   | község      | Karancsalja    | Salgótarjáni     | 1 905           | 31,7          |
| Karancslapujtő | község      | Karancslapujtő | Salgótarjáni     | 2 651           | 19,35         |
| Karancsság     | község      | Ságújfalu      | Salgótarjáni     | 1 242           | 21,39         |
| Kazár          | község      | Kazár          | Salgótarjáni     | 1 870           | 30,39         |
| Kisbárkány     | község      | Lucfalva       | Bátonyterenyei   | 194             | 8,03          |
| Kishartyán     | község      | Ságújfalu      | Salgótarjáni     | 536             | 8,95          |
| Korláti        | község      | Korláti        | Füleki           | 1 145           | 7,92          |
| Litke          | község      | Mihálygerge    | Salgótarjáni     | 885             | 18,16         |
| Lucfalva       | község      | Lucfalva       | Bátonyterenyei   | 631             | 14,1          |
| Márkháza       | község      | Lucfalva       | Bátonyterenyei   | 252             | 6,31          |
| Mátraszele     | község      | Mátraszele     | Salgótarjáni     | 984             | 16,97         |
| Medveshidegkút | község      | Medveshidegkút | Ajnácskői        | 445             | 1,73          |
| Mihálygerge    | község      | Mihálygerge    | Salgótarjáni     | 595             | 11,06         |
| Nagybárkány    | község      | Lucfalva       | Bátonyterenyei   | 673             | 8,84          |
| Nagykeresztúr  | község      | Lucfalva       | Bátonyterenyei   | 247             | 8,2           |
| Óbást          | község      | Óbást          | Ajnácskői        | 449             | 8,37          |
| Perse          | község      | Galsa          | Füleki           | 450             | 3,5           |
| Ragyolc        | község      | Ragyolc        | Abroncsosi       | 1 096           | 18,79         |
| Rákóczibánya   | község      | Kazár          | Salgótarjáni     | 677             | 4,57          |
| Ságújfalu      | község      | Ságújfalu      | Salgótarjáni     | 1 059           | 12,03         |
| Sámsonháza     | község      | Lucfalva       | Bátonyterenyei   | 270             | 12,71         |
| Somoskőújfalu  | község      |                | Salgótarjáni     | 2 280           | 2,33          |
| Sóshartyán     | község      | Etes           | Salgótarjáni     | 955             | 12,14         |
| Szilaspogony   | község      | Cered          | Salgótarjáni     | 296             | 14,4          |
| Vecseklő       | község      | Vecseklő       | Ajnácskői        | 478             | 5,34          |
| Vizslás        | község      | Mátraszele     | Salgótarjáni     | 1 347           | 10,12         |
| Zabar          | község      | Cered          | Salgótarjáni     | 490             | 18,17         |